# Combattant indien
Pour les articles homonymes, voir Indien.
Le Combattant indien est une race de poule domestique qui, en dépit de son nom, est d'origine anglaise. On l'appelle aussi en anglais « Poulet des Cornouailles » (Cornish chicken).

## Origine
Cette race est originaire d'Angleterre dans les Cornouailles. Elle a été sélectionnée avec l'asyl, le malais blanc, la cochin fauve et le shamo. Elle est reconnue parmi les 108 races de poule du British Poultry Standard.

## Description
C'est une volaille d'exposition issue de combattants asiatiques lourds, courte sur pattes et aux cuisses bien écartées.
Elle est musclée et de hauteur à peine moyenne, les tarses sont très forts et l'ensemble est un peu incliné.

### Standard officiel
- Crête : a pois, courte et large
- Oreillons : rouges
- Couleur des yeux : jaune-orangé
- Couleur de la peau : jaune
- Couleur des Tarses : jaunes
- Masse idéale : Coq : 3,6 kg ; Poule : 2,7 kg
- Œufs à couver : min. 50 grammes, coquille brunâtre
- Diamètre des bagues : Coq : 27 mm ; Poule : 24 mm
- Variétés de plumage : Blanc, fauve, acajou à double liseré noir, acajou à double liseré bleu, acajou à double liseré blanc

## Variété naine
- Masse idéale : Coq : 1 kg ; Poule : 850 grammes
- Œufs à couver : min. 30 grammes, coquille brun clair
- Diamètre des bagues : Coq : 16 mm ; Poule : 14 mm
- Variétés de plumage : Blanc, acajou à double liseré noir, acajou à double liseré bleu, acajou à double liseré blanc

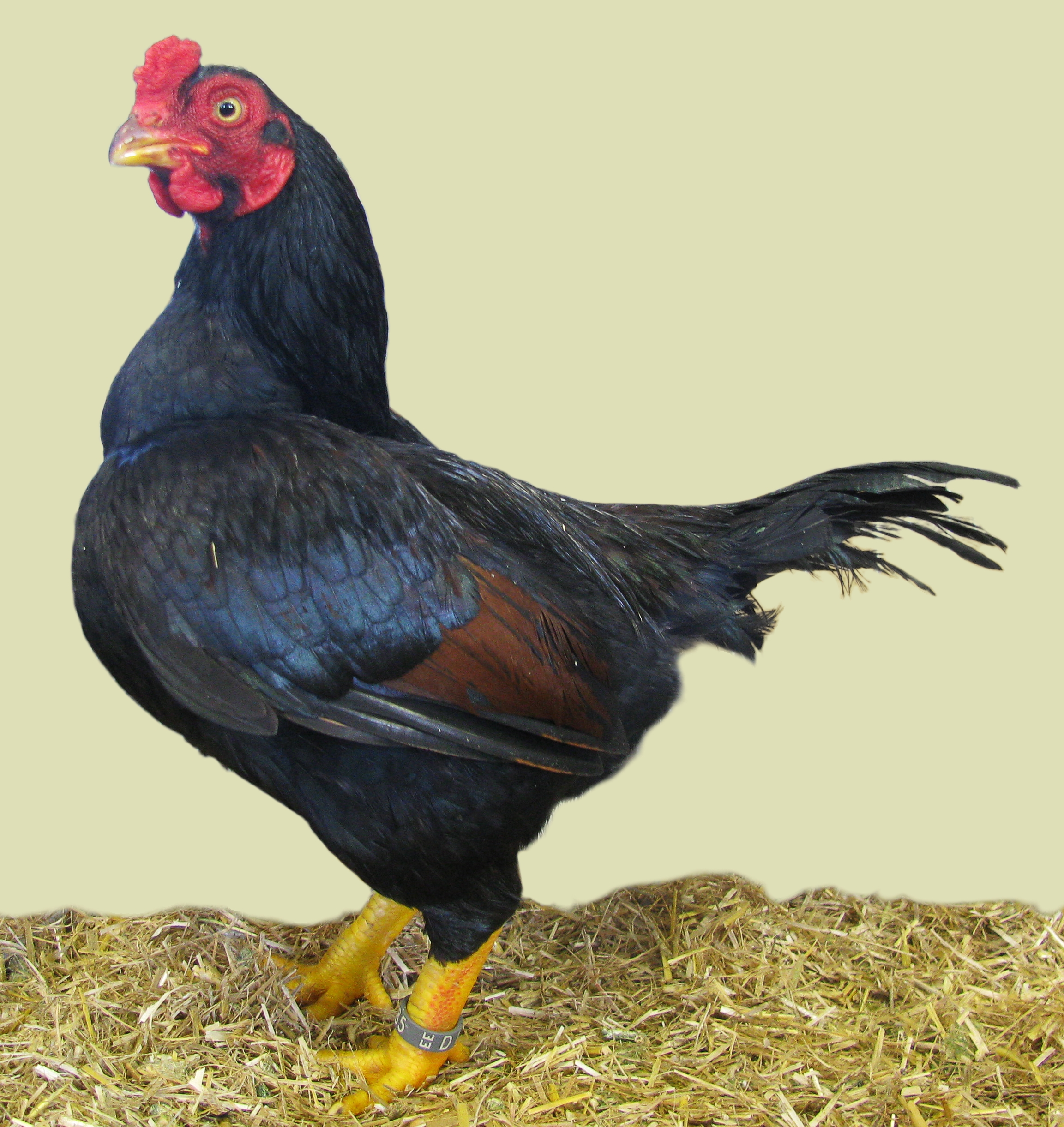
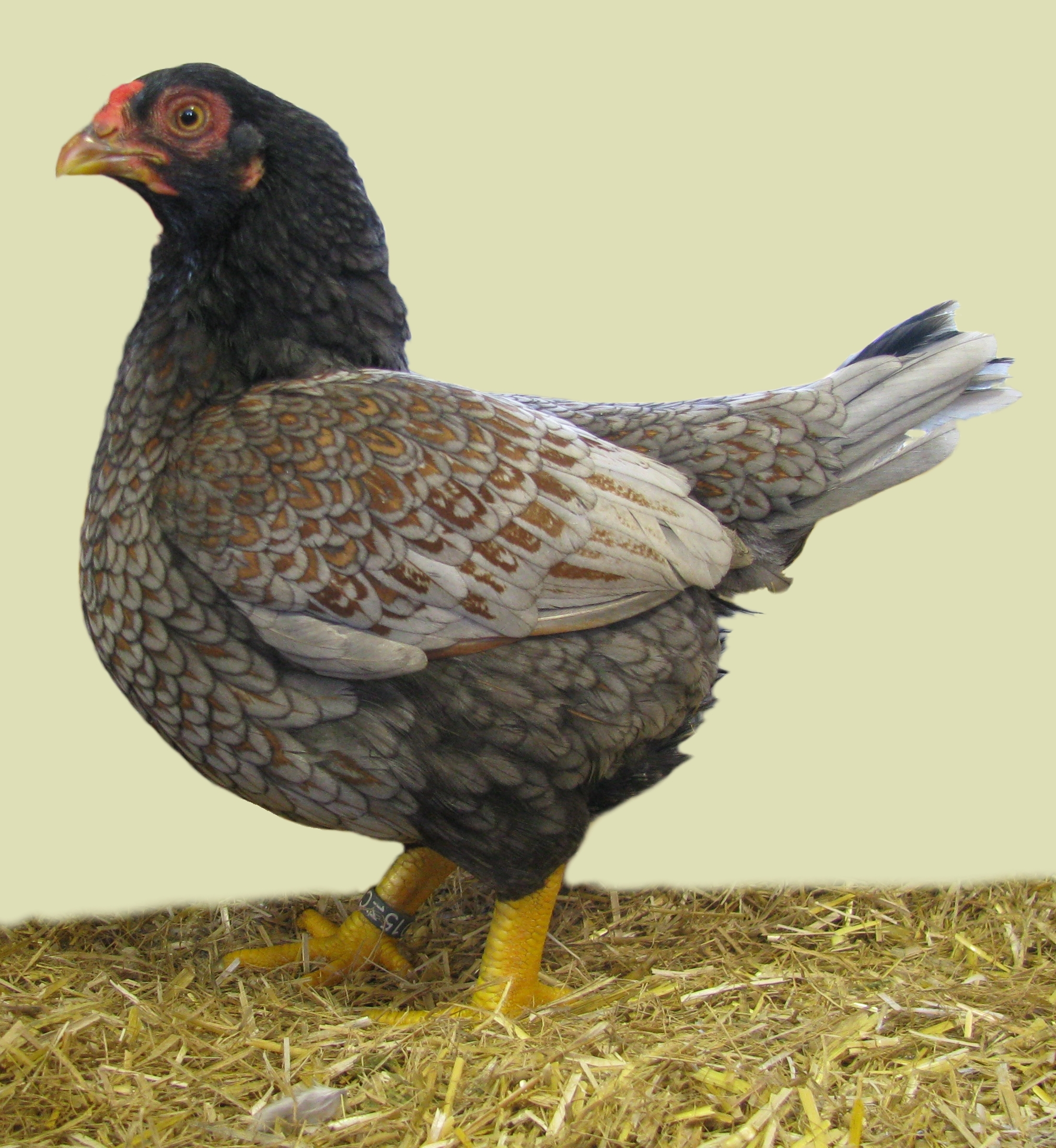
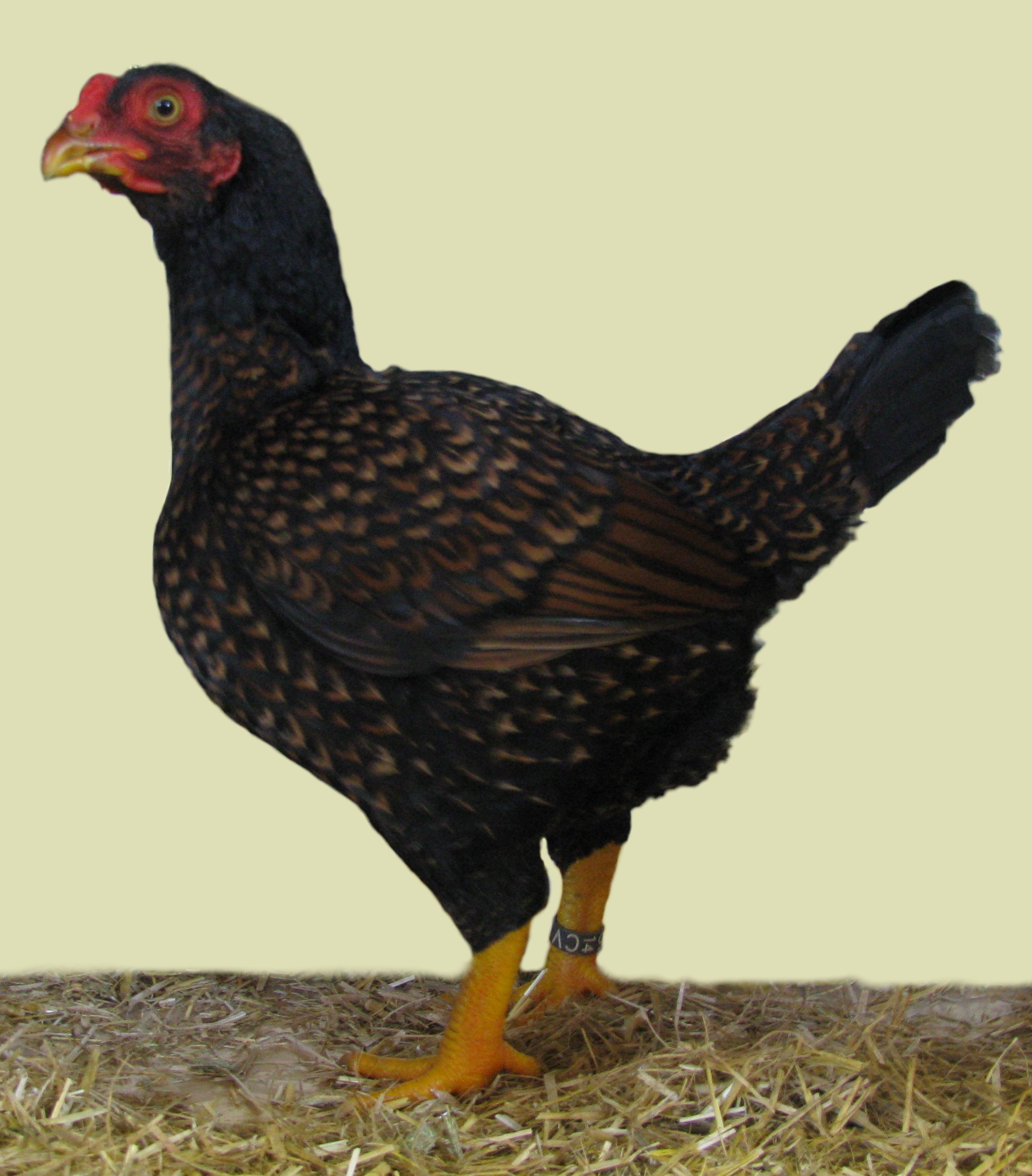